# Ratusz w Umeå

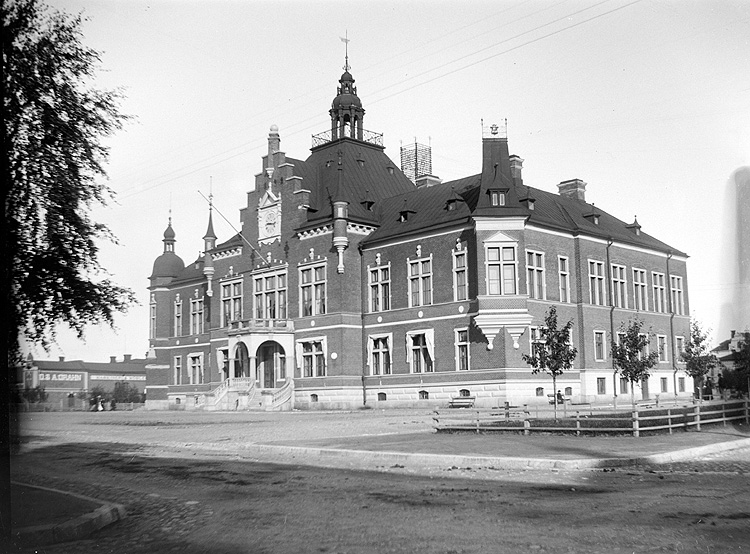
Zdjęcia ratusza w 1902

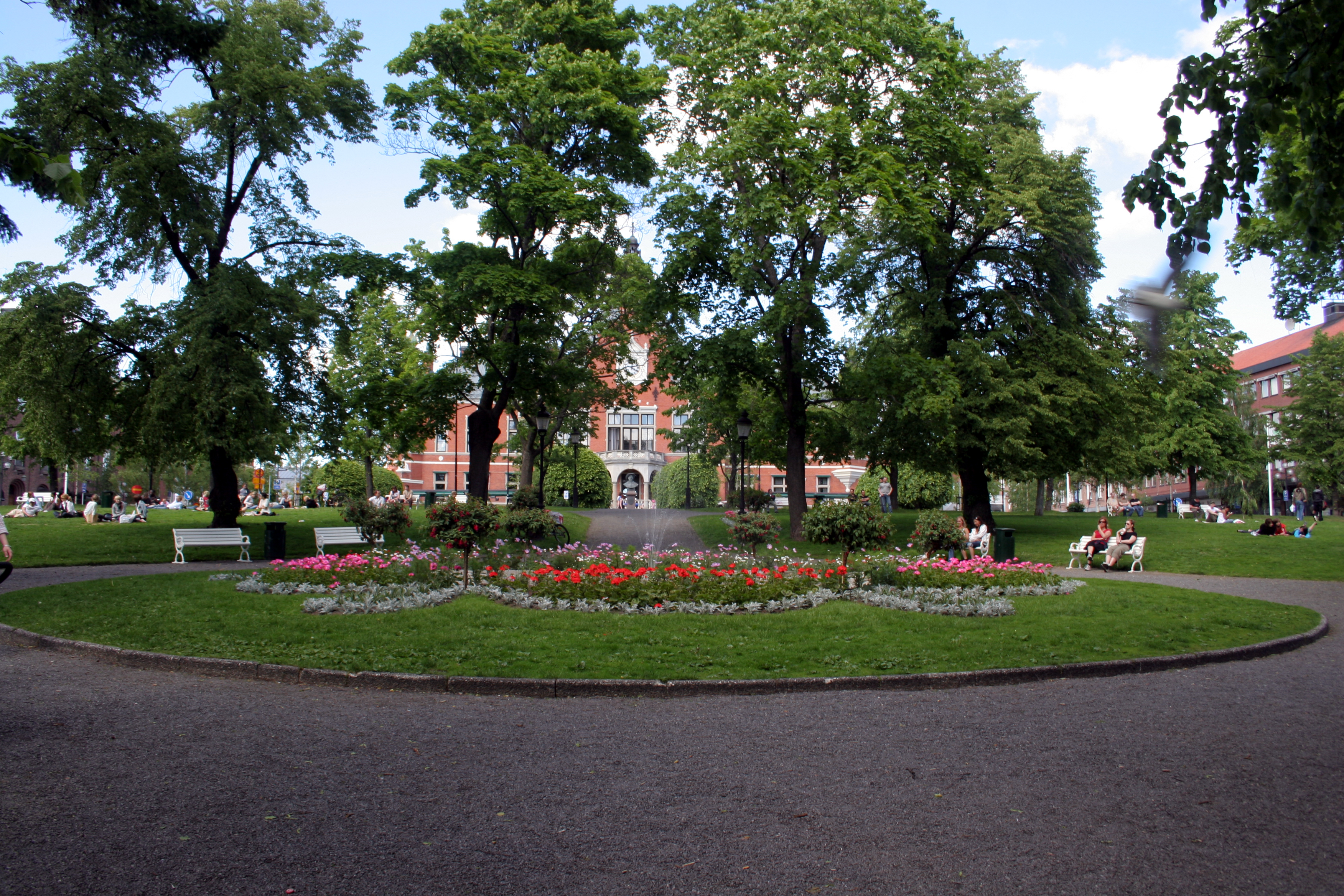
Rådhusparken

Ratusz w Umeå – neorenesansowy budynek w szwedzkim mieście Umeå. Ratusz został zbudowany w miejsce poprzedniego ratusza, który spłonął w pożarze miasta w 1888. Budynek został zaprojektowany przez architekta ze Sztokholmu, Frederika Olausa Lindströma. W swoim nowym planie miejskim Lindström umieścił nowy ratusz przy brzegu rzeki z fasadą skierowaną na południe w stronę przystani na rzece Ume.

## Historia

### Pierwszy ratusz
W XVII wieku Umeå posiadała niewiele publicznych budynków: kościół, szkołę i ratusz. Ratusz znajdował się na północy Rådhustorget (Placu Ratuszowego) i był miejscem posiedzeń sądu i administracji miasta. Budynek nie posiadał żadnych pięter i był wyposażony w trzy okna po stronie Rådhustorget i wysoki czterospadowy dach ze szczytem, wykończony latarnią.

### Drugi ratusz
Podczas III wojny północnej miasto zostało parokrotnie spalone przez Rosjan. Po zawarciu pokoju w Nystad w 1721 zbudowano nowy ratusz na północy Placu Ratuszowego. Nowy ratusz posiadał jedno piętro z małą wieżą z zegarem wybijającym godziny. Na parterze znajdowała się tawerna i loch. Na pierwszym piętrze znajdowała się sala balowa i mniejsza sala spotkań Zachodnia część budynku posiadała dwa pokoje, które były wykorzystywane w celach edukacyjnych.

### Trzeci ratusz
Nowy, większy, jednopiętrowy ratusz został zbudowany w 1814 na północy Placu Ratuszowego. Główna fasada była skierowana na południe. Budynek został zaprojektowany przez Samuela Enandera. Według szwedzkiego prawa budowlanego z 1776 budynki publiczne powinny być budowane z kamienia, jednakże Umeå została zwolniona z tego wymagania i nowy ratusz został zbudowany z drewna.
Na parterze znajdowała się miejska piwnica, pokoje licytacyjne i izba zatrzymań. Na piętrze znajdowały się duża hala, pokoje do rozmów i atrium po wschodniej stronie i hala magistratu miasta po zachodniej stronie.

#### Nowy projekt
W połowie XIX wieku rozwój gospodarczy w Umeå pozwolił na renowację miejskich budynków. Ratusz został wyposażony w białą boazerię, a fasada otrzymała sześć pilastrów zaprojektowanych w stylu doryckim. W 1880 do ratusza przeniesiono stację telegrafową.

### Czwarty ratusz
Fredrik Olaus Lindström, który w latach 1889-90 zaprojektował kościół farny, został poproszony o zaprojektowanie nowego ratusza w Umeå. Lindström, projektując, inspirował się holenderskim neorenesansem, który pozwalał na pewną asymetrię. Większość wież miała różne wysokości i kształty. Fasada, natomiast, została zbudowana z czerwonej cegły. Portale, zabezpieczenia okien i inne detale zostały zbudowane wykorzystując lekki piaskowiec. Z powodu cięć w budżecie, część budynku została wybudowana wykorzystując tańsze materiały, jak żeliwo pomalowane farbą olejną w pasującym kolorze.
Ogromny nacisk położono na okolice ratusza. Wybudowaną nową esplanadę prowadzącą z ratusza na północ oraz pobliski park zlokalizowany przy brzegu rzeku.

## Popiersie Gustawa II Adolfa

Popiersie Gustawa II Adolfa zostało odsłonięte przez księcia Vâsterbotten, Gustawa Adolfa.

Pomiędzy ulicą Storgatan (szw. dosł. Ulica Wielka) i schodami do południowej części ratusza znajduje się popiersie Gustawa II Adolfa, założyciela miasta Umeå. Popiersie  wykonane zostało z brązu i umieszczone na granitowym cokole. Na cokole znajduje się medalion z monogramem GARS (Gustavus Adolphus Rex Sueciae). Popiersie zostało wykonane przez artystę Otto Strandmana, a całkowita wysokość popiersia wynosi około 3 metry. Statua została odsłonięta 20 sierpnia 1924 podczas obchodów trzystulecia istnienia Pułku Piechoty Västerbotten Armii Szwedzkiej.

## Wnętrze

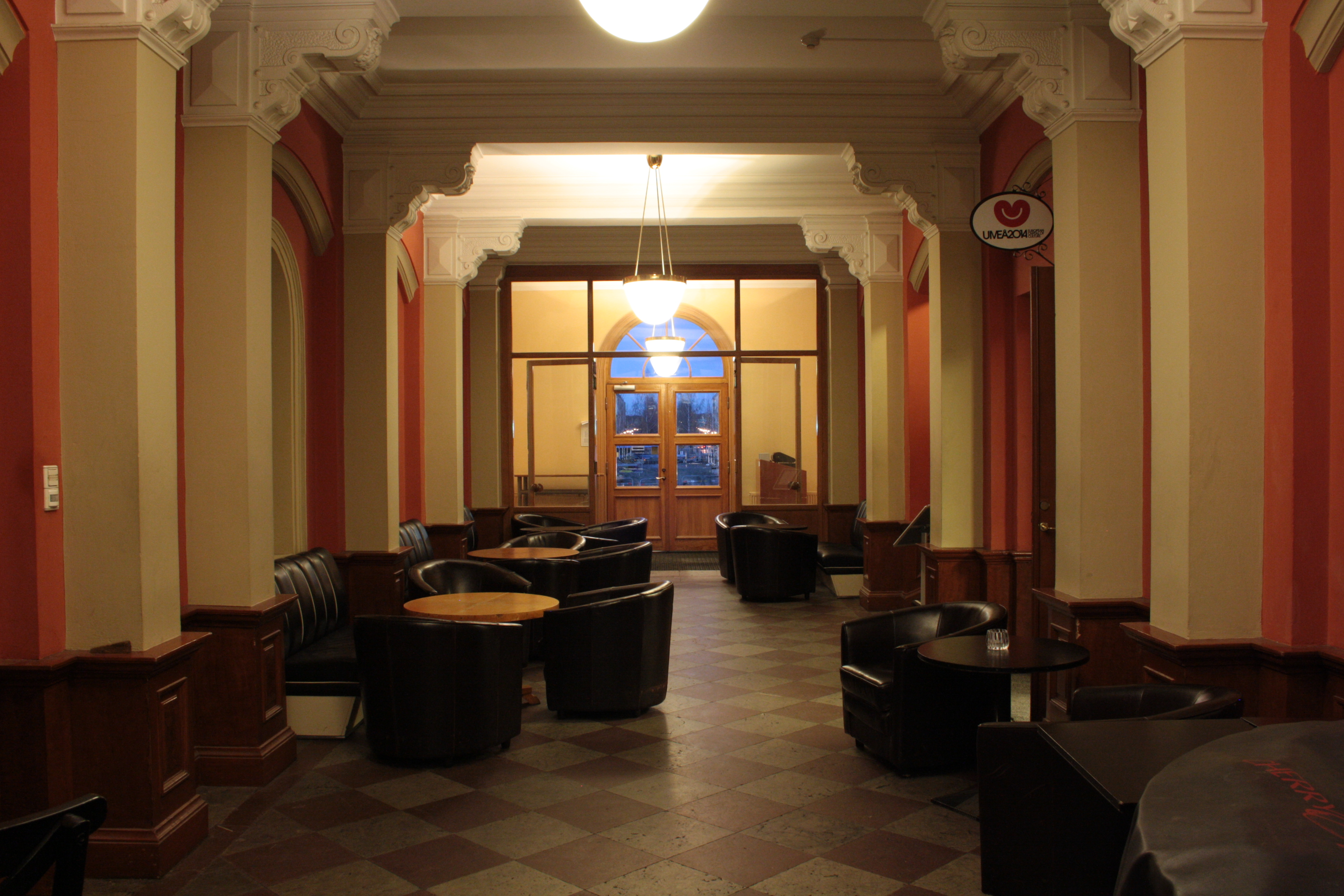
Korytarz wejściowy od strony placu Rådhustorget
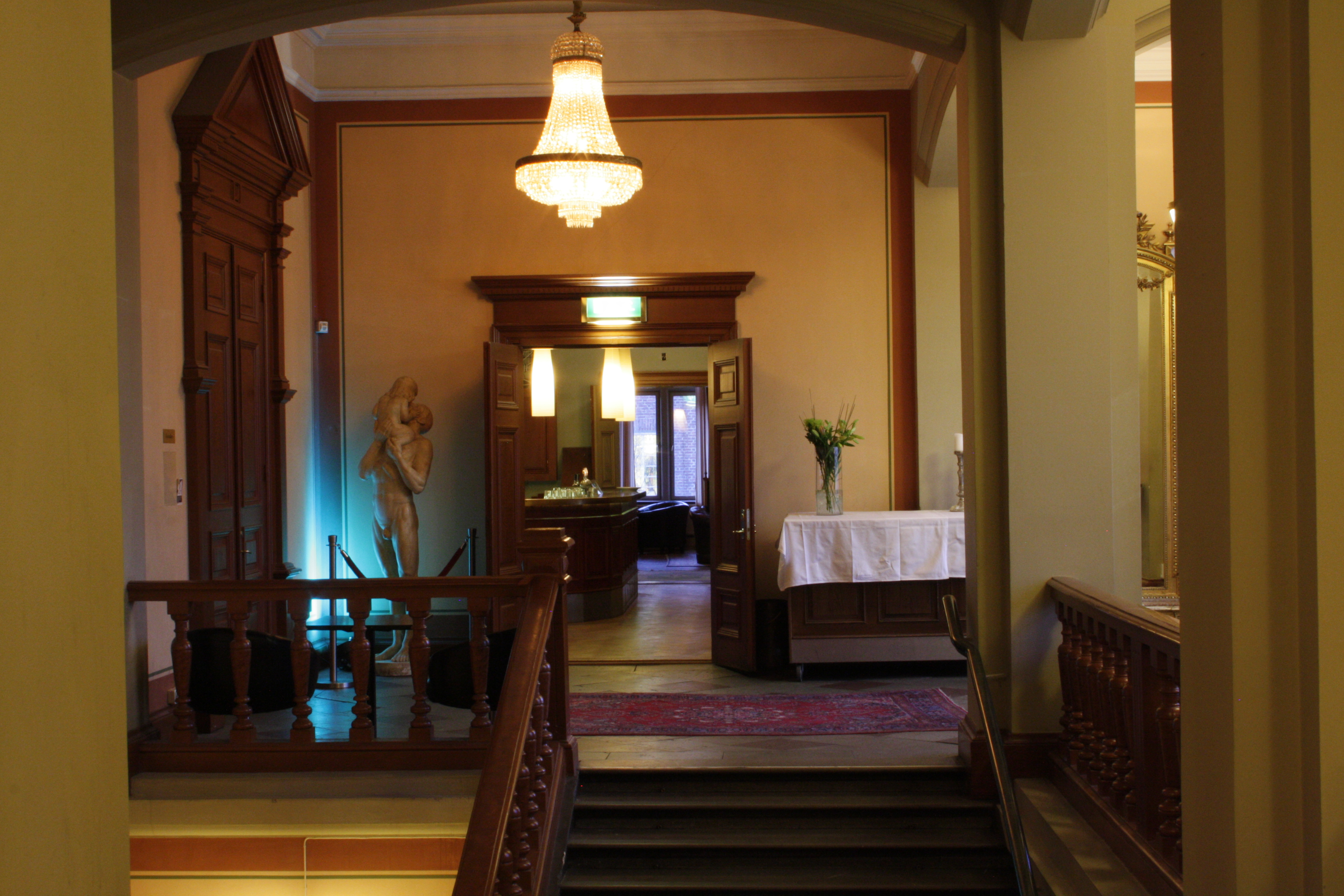
Schody na piętro
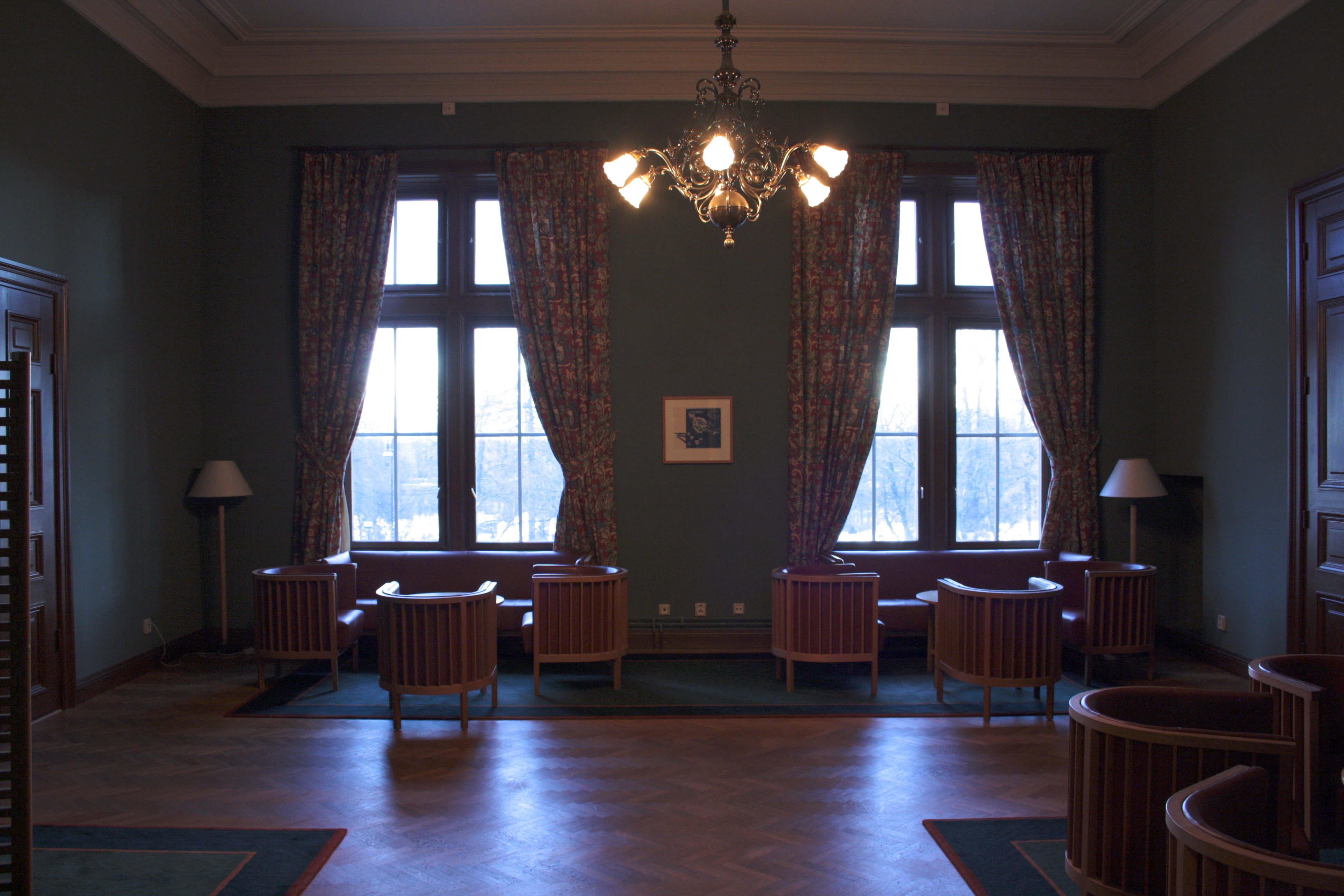
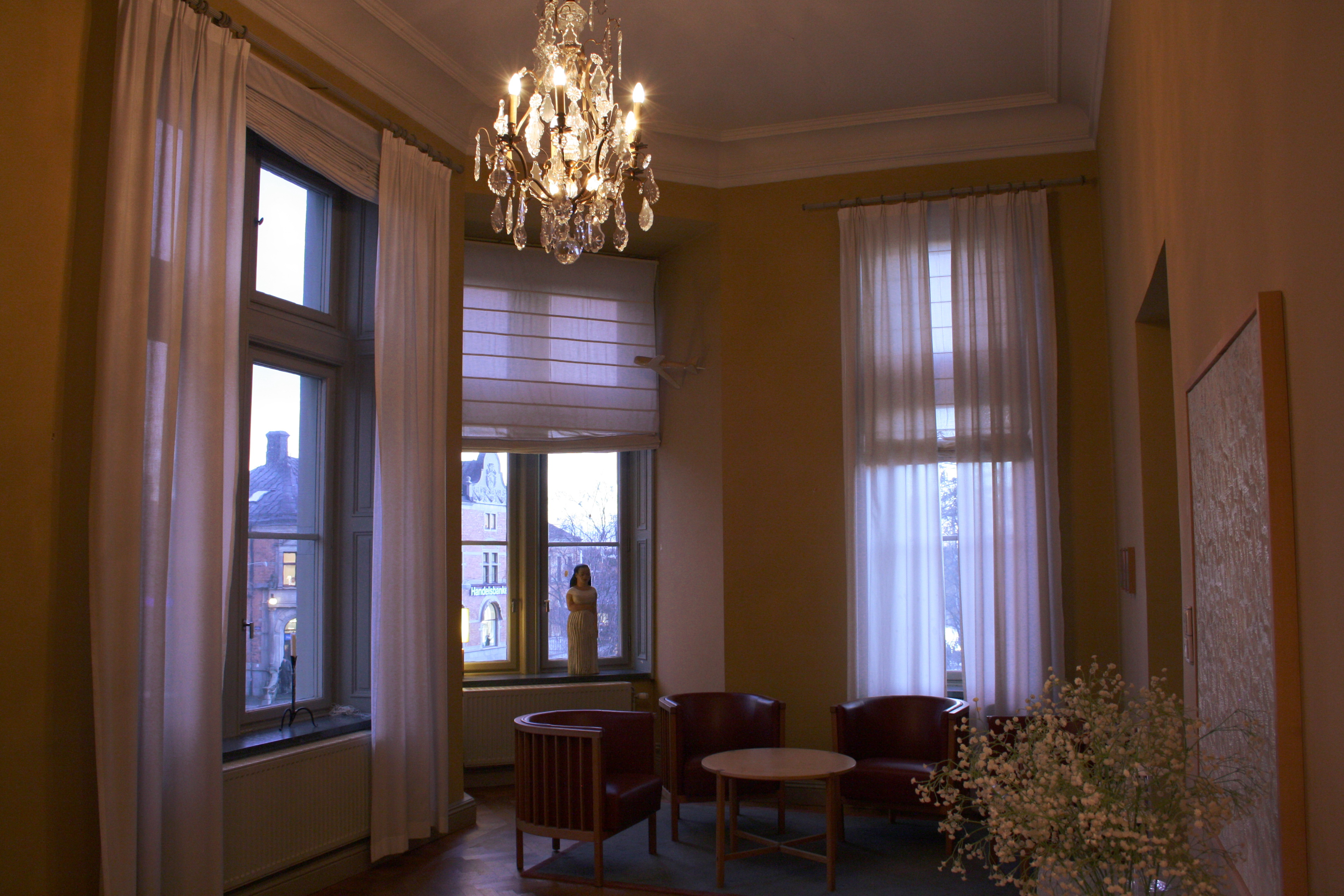